# Sucre (Yaracuy)
Sucre is een gemeente in de Venezolaanse staat Yaracuy. De gemeente telt 20.000 inwoners. De hoofdplaats is Guama.